# Cameron–Erdős förmodan
Inom kombinatorik är Cameron–Erdős förmodan (numera en sats) en förmodan som säger att antalet summafria delmängder av {\displaystyle |N|=\{1,\ldots ,N\}} är {\displaystyle O\left({2^{N/2}}\right).}
Summan av två udda tal är alltid jämn, så en mängd av udda tal är summafri. Det finns {\displaystyle \lceil N/2\rceil } udda tal i |N| och härmed {\displaystyle 2^{N/2}} delmängder av udda tal i |N|. Cameron–Erdős förmodan  säger att antalet summafria mängder är en konstant gånger det.
Förmodan framlades av Peter Cameron och Paul Erdős 1988. Den bevisades av Alexander Sapozhenko och oberoende av Ben Green 2004.